# Schone van Iephof
De Schone van Iephof is een appel die omstreeks 1920 is gekweekt door de boomkwekersfamilie Bosgra uit Bergum.
Eigenschappen
- Vrucht: Middelgroot, regelmatig van vorm
- Kleur: Groen en rood
- Kelk: Middelmatig diep, kleine kelk
- Steel: Normaal, vrij diep ingeplant.
- Vruchtvlees: groenachtig, zachtzuur, aromatisch en ietwat droog
- Klokhuis: Matig groot, goed bezet met zaden.
- Oogsttijd: Eind september - november.
- Bewaartijd: Tot januari